# عبد العزيز موسى
عبد العزيز موسى لاعب كرة قدم مصري ، ويلعب حاليًا لنادي المقاولون العرب في مركز خط الوسط الدفاعي.

## روابط خارجية
- عبد العزيز موسى على موقع قاعدة بيانات كرة القدم.إي يو (الإنجليزية)
- عبد العزيز موسى على موقع Soccerway.com (الإنجليزية)